# Semiothisa contaminata
Semiothisa contaminata är en fjärilsart som beskrevs av W. Warren 1902. Semiothisa contaminata ingår i släktet Semiothisa och familjen mätare. Inga underarter finns listade i Catalogue of Life.